# AWA World Women's Championship
El AWA World Women's Championship (Campeonato Mundial Femenino de la AWA en español) fue un campeonato femenino de lucha libre profesional de la promoción American Wrestling Association desde 1961 hasta 1990.

## Lista de campeonas
| Luchador        | Reinado N° | Derrotó a                        | Fecha                               | Ubicación              |
| --------------- | ---------- | -------------------------------- | ----------------------------------- | ---------------------- |
| Penny Banner    | 1          | Ganando una Batalla Real         | 26 de agosto de 1961                | Angola, Indiana        |
| Inactivo        | N/A        | N/A                              | 16 de agosto de 1964                | N/A                    |
| Vivian Vachon   | 1          | Betty Nicoli                     | 4 de noviembre de 1971              | Winnipeg, Manitoba     |
| Inactivo        | N/A        | N/A                              | Década de 1970 o comienzo de los 80 | N/A                    |
| Candi Devine    | 1          | Ganando una Batalla Real         | noviembre de 1984                   | Minneapolis, Minnesota |
| Sherri Martel   | 1          | Candi Devine                     | 8 de septiembre de 1985             | Chicago, Illinois      |
| Candi Devine    | 2          | El Título retorna a Devine.      | octubre de 1985                     | N/A                    |
| Sherri Martel   | 2          | Candi Devine                     | 17 de octubre de 1985               | Winnipeg, Manitoba     |
| Candi Devine    | 3          | Sherri Martel                    | 16 de enero de 1986                 | Winnipeg, Manitoba     |
| Sherri Martel   | 3          | Fritz Von Erich                  | 26 de junio de 1987                 | Oakland, California    |
| Vacante         | N/A        | Debi a que Martel se va a la WWF | 25 de julio de 1987                 | Saint Paul, Minnesota  |
| Madusa Miceli   | 1          | Candi Devine                     | 14 de diciembre de 1987             | Las Vegas, Nevada      |
| Wendi Richter   | 1          | Candi Devine                     | 26 de noviembre de 1988             | Bloomington, Minnesota |
| Vacante         | N/A        | Richter Abandona la Promoción.   | diciembre de 1989                   | N/A                    |
| Candi Devine    | 4          | Judy Martin                      | 6 de diciembre de 1989              | Toronto, Ontario       |
| Título Retirado | N/A        | Debido al Quiebre de la Empresa  | 1990                                | N/A                    |

## Mayores reinados
- 4 veces: Candi Devine
- 3 veces: Sherri Martel